# Isabel Tintero
Andrea Isabel Tintero de Reyes (Madrid, circa 1747-30 de octubre de 1813), conocida como Isabel Tintero y entre sus vecinos como "la beata", fue una mujer española que se hizo popular por haber protagonizado una historia relacionada con un lienzo que contenía la imagen de la Virgen de la Paloma.

## Biografía
Tintero estaba casada con Diego Charco, que trabajaba de cochero. Encontró un óleo de Nuestra Señora de la Soledad en 1787 y que inició el culto a la misma en su propia casa, situada en el nº 21 de la calle de la Paloma. Según el informe del Marqués de Casa García Postigo, alcalde de Madrid en 1791, Tintero arrebató el lienzo a unos niños que estaban jugando con él en un solar próximo a su casa, en la calle de la Paloma. Limpió el lienzo, le puso un marco y lo colocó en el portal de su casa. Otras fuentes, hablan de que Tintero decidió comprar la pintura a uno de los niños a cambio de unas pocas monedas, como se puede ver en una escultura. Otra versión dice que el lienzo fue encontrado por unos niños en un horno donde iban a quemar muebles, y que fueron ellos los que lo recogieron y lo llevaron a casa de Tintero, que era la tía de uno de ellos.
Se extendió la voz de que se le atribuían milagros a esta imagen y, cómo el culto iba ganando devotos, se construyó en 1796 una capilla que pronto resultó también insuficiente. Por ello, se levantó el actual templo en honor a la Virgen, la Iglesia de la Paloma, que fue inaugurado en 1912. La Virgen de la Paloma es una advocación mariana, a la que tradicionalmente se la considera "patrona popular de los madrileños”. Es además patrona de los bomberos, que cada año los 15 de agosto descuelgan el lienzo y lo ponen en una carroza para su procesión.
Tintero falleció en Madrid el 30 de octubre de 1813, a los 66 años, y sus restos se encuentran en el templo construido en el mismo solar donde encontró el lienzo, al lado de donde estuvo su casa. 

## Reconocimientos
En 1990, el Ayuntamiento de Madrid le dio su nombre a una calle en el barrio madrileño de Embajadores, del distrito Centro. El 31 de mayo de 2021, el arzobispo de Madrid, cardenal Carlos Osoro, bendijo un mosaico dedicado a la Virgen de la Paloma y que se ha situado en la fachada que hay entre la Iglesia de la Paloma y el colegio La Salle, frente al que fue el domicilio de Tintero.